# Ivã I de Moscou
João Danilovitch, dito o Avarento (em russo:Ива́н I Дани́лович Калита́, Ivan Danilovitch Kalita) (Moscou, 1288 – Moscou, 31 de março de 1340) foi príncipe de Moscou em 1325 e Grão-príncipe de Vladimir em 1328. Era filho de Daniel Aleksandrovich (Príncipe de Moscou).

## Biografia
Após a derrota de Tver para a Lituânia, Usbeque Cã do Canado da Horda Dourada foi forçado a aliar-se a João, como seu proeminente vassalo russo. João tornou-se coletor de impostos para os mongóis e tornou-se, junto com a cidade de Moscou, muito rico e manteve-se fiel à horda, o que criou o seu apelido Calita, ou avarento. Ele usava o seu dinheiro para emprestá-lo a principados vizinhos. Estes principados foram, aos poucos, endividando-se, de tal forma que surgiria a possibilidade de serem anexados por sucessores de João. A grande conquista política de João foi convencer o cã em Sarai que o seu filho deveria sucedê-lo como grão-príncipe de Vladimir, que desde então seria administrada pelas dinastias de Moscou.